# Щеликово (Островський район)
Щеликово (рос. Щелыково) — село в Островському районі Костромської області Російської Федерації.
Населення становить 300 осіб. Входить до складу муніципального утворення Адищевське сільське поселення.
Поблизу села розташовані садиба Щеликова, пов'язана з життям та діяльністю російського письменника О. М. Островського (нині державний меморіальний та природний музей-заповідник О. М. Островського «Щеликово»), однойменний будинок творчості Всеросійського театрального товариства, а також сімейний некрополь Островських при Микільської церкви у Ніколо-Бережках.

## Історія
Від 1944 року населений пункт належить до Костромської області.
Від 2007 року входить до складу муніципального утворення Адищевське сільське поселення.

## Населення
| 2008 | 2010 | 2014 |
| ---- | ---- | ---- |
| 318  | ↘260 | ↗300 |